# 楊安澤2020年美國總統競選活動
美国律师、企业家、创业家杨安泽的2020年美国总统竞选活动（2020 presidential campaign of Andrew Yang），始于2017年11月6日他向联邦选举委员会申请参加民主党初选。杨安泽是首位竞选民主党总统候选人的亚裔美国人。如果他当选，他将成为第一个亚裔总统。杨安泽在2020年2月11日新罕布什尔州初选之夜后中止了他的竞选活动。2020年3月10日，杨安泽宣布支持乔·拜登为总统候选人。
杨安泽于2018年4月发行了《为平凡人而战》（The War on Normal People）一书。书中讨论了技术变革，自动化，美国经济以及他所提出的无条件基本收入（UBI），后者是他竞选活动的核心。杨安泽最初被认为是长期候选人，并在2019年初获得了不少民众的支持。随后，他参加了流行播客《乔·罗根体验》（Joe Rogan Experience）以及其他许多播客，节目和访谈。随着杨在知名度方面的崛起，被称为“杨帮”的在线杨安泽支持者群体也获长足发展。他在2019年第一季度、第二季度、第三季度和第四季度以及2020年1月分别筹集了170万美元、280万美元、1000万美元、1650万美元和670万美元。杨在竞选期间最终获得了约4,160万美元。杨参加了2019年举行的所有六场民主党初选辩论。2020年，杨没有达到第七次辩论的投票要求，但后来他有资格并参加了第八次辩论。
杨的竞选活动主要集中在自动化使美国工人失业这一议题上。杨认为，这个问题是唐纳德·特朗普赢得2016年美国总统选举的一个主要原因。为了解决这一问题，杨提出了“自由津贴（Freedom Dividend）”政策，即每个年满18周岁的美国公民不论其收入或就业状况如何，每月都将获得1000美元。他竞选的另一个重要政见是“以人为本的资本主义”，这将用“美国记分卡”取代几个传统的经济指标。杨最初支持全民医疗保险，但后来建议保留私人健康保险。在选举改革方面，杨支持优先选择投票和实行“民主美元”，以淹没企业捐款。杨提出了“绿色新政”的一个版本，通过征收碳排放税和支持核电等政策以减少对化石燃料的依赖。杨的其他政策包括合法化的鸦片和大麻合法化，支持堕胎权利和LGBT权利，以及更严格的枪支管制措施。

## 人物背景
杨安泽出生于美国的斯克内克塔迪，是一位企业家，也是美国创业组织创始人。他与妻子卢艾玲（Evelyn）的家庭均是来自台湾的移民家庭。
杨安泽于1996年毕业于布朗大学，专攻经济学和政治科学。之后，他就读于哥伦比亚大学法学院，并于1999年获得法学博士学位。 2011年，杨创立了美国创业组织（VFA），这是一个非盈利组织，通过将刚毕业的大学毕业生与各个城市的初创公司相匹配来鼓励发扬企业家精神。 2012年，时任美国总统巴拉克·奥巴马（Barack Obama）称他为变革的冠军。  2015年，奥巴马总统任命他为“总统全球创业大使”。他在2017年3月卸任VFA负责人。
杨安泽表示，在阅读马丁·福特（Martin Ford）的著作《机器人的崛起：技术和失业前景的威胁》之后，他对无条件基本收入（UBI）产生了兴趣。安迪·斯特恩（Andy Stern）的著作《提高地板》进一步说服了杨安泽支持UBI。

## 竞选过程

### 2017-2018年

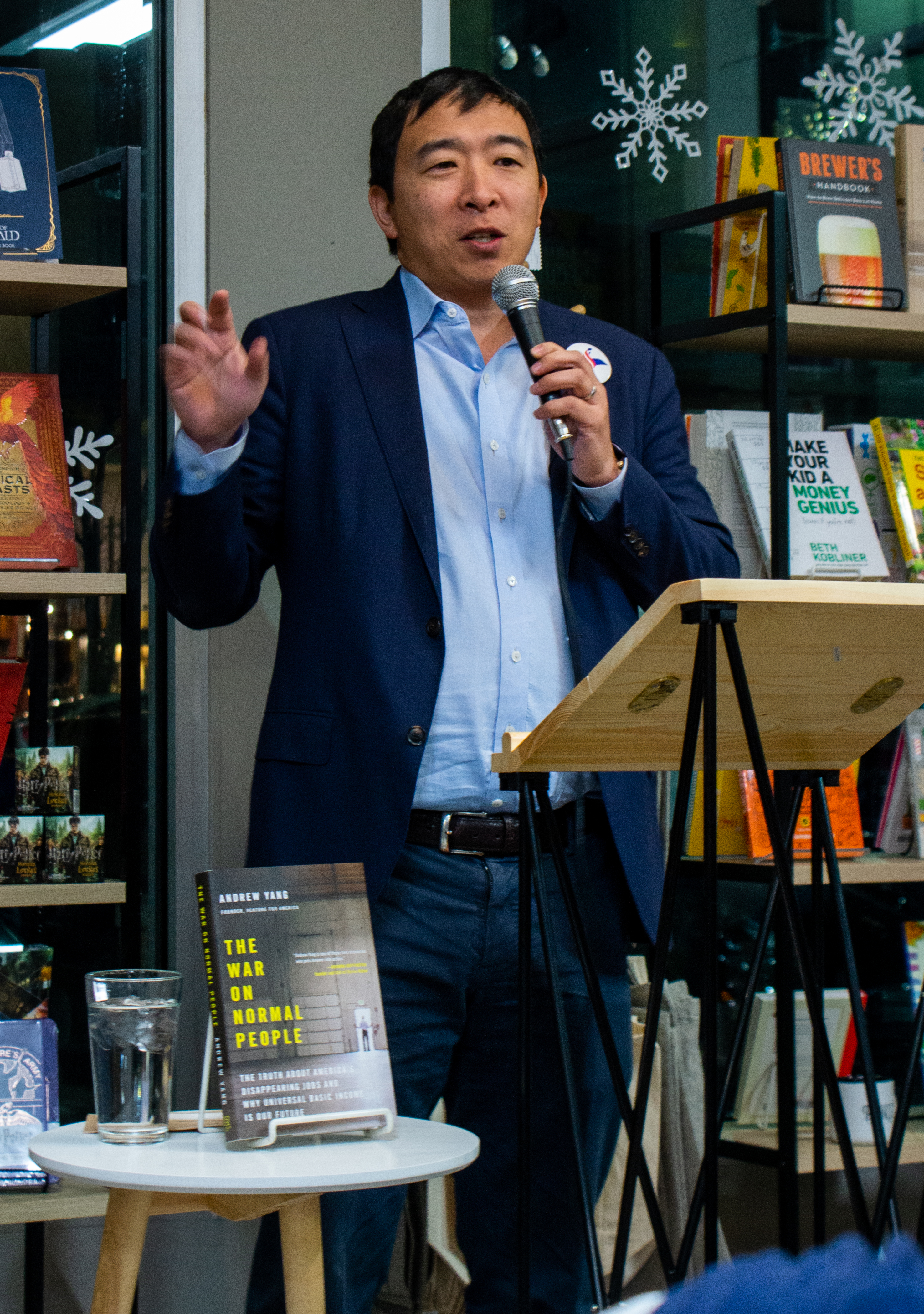
杨安泽于2019年1月在新罕布什尔州发表演讲并展示他的书《为平凡人而战》。

杨安泽的竞选活动始于2017年11月6日他向联邦选举委员会申请参加民主党初选。他是第二位宣布竞选提名的民主党人。 他的口号是“人类至上”和“让美国更努力思考”（MATH）。英国广播公司报导指杨安泽“是历史上最知名的东亚裔美国人之一，也是首位东亚裔美国总统侯选人”。他曾表示，他希望他的“竞选活动能够激发亚裔美国人参政。”如果他被提名，他将成为第一个担任主要政党总统候选人的亚裔美国人，如果他当选，他将成为第一位亚裔美国总统。
杨于2018年4月3日发行了《为平凡人而战》（The War on Normal People）一书，该书讨论了技术变革，自动化，工作流失，经济以及对无条件基本收入（UBI）的需求。在2018年4月19日的新闻稿中，他宣布他将在2019年每月亲自向新罕布什尔州的一名居民提供1,000美元以显示其UBI政策“自由红利”的有效性。他宣布他将在2019年在爱荷华州做同样的事情。  2018年8月10日，他在爱荷华州最大的民主党筹款活动中演讲。在2018年全年，他进行了七次爱荷华州之旅和六次新罕布什尔州之旅，这是在初选中投票的前两个州。